# Chiesa di San Rocco (Massa Marittima)
La ex chiesa di San Rocco era un edificio sacro situato a Massa Marittima.
La piccola chiesa conserva le forme quattrocentesche (nel 1487 è documentata in via di costruzione), con semplice struttura quadrangolare e facciata a capanna con portale e finestra a oculo. Presenta anche un campaniletto a vela. È stata restaurata negli anni settanta dopo un lungo periodo d'abbandono; nel Settecento era stata addirittura ridotta a stalla.
Oggi l'edificio è adibito a sede del Terziere di Borgo, una delle parti della città impegnate nella gara del "Balestro del Girifalco".